# Adrian George Ilie (chitarist)
Adrian George Ilie (cunoscut și sub numele de Adi Ilie) (n. 18 noiembrie 1957) este un chitarist și compozitor român de muzică hard rock și heavy metal.

## Activitate muzicală
A activitat drept compozitor și a concertat alături de Iris și Voltaj. A mai făcut parte din Ficus (formația sa de debut), Marfar, Incognito, dar și din Compania de Sunet a lui Valeriu Sterian.
Printre piesele sale de succes se numără „Cine mă strigă în noapte?”, „Valuri”, „Călătorul”, „Speranța”, „Pământul îl cuprind”, „Fug cu timpul” (cu Iris), „Nori de hârtie”, „Aceasta-i întrebarea”, „Lumina” (cu Voltaj), „Vine din inima mea” (cu Incognito). Pentru Vali Sterian a scris în 1985 cântecul „Speranțe vii”.
În 1988 a avut loc ultima sa apariție concertistică în România alături de foștii colegi de la Voltaj, iar pe 28 martie 1988 a părăsit România și s-a stabilit în Statele Unite ale Americii.

## Discografie
- Marfar – „Tu, soare”, „Cobra”, „Uitarea de sine”, „Viteza timpului”, „Jocul” – piese înregistrate pe bandă de magnetofon, în Radio (studioul 6), 1975–1976
- Marfar – „Viteza timpului”, „Jocul” – piese difuzate în cadrul emisiunii Meloritm, 1976
- Iris – „Valuri”, „Cine mă strigă în noapte?”, „Călătorul”, „Pământul îl cuprind”, „Fug cu timpul”, „Speranța” – piese înregistrate pe bandă de magnetofon, mono, în Radio, 1980–1982
- Voltaj – „Aceasta-i întrebarea”, „Nori de hârtie” – piese înregistrate pe bandă de magnetofon, 1982
- Incognito – „Vine din inima mea”, „O viață de om”, „Ochi de cer” – piese înregistrate pe bandă de magnetofon, 1983–1985
- Iris – „Daruri omului”, „În calea norilor” – piese înregistrate pe bandă de magnetofon, 1984
- Incognito – „De vei veni”, „Albina”, „Zorile”, „Lumini și umbre”, „Mimi” – piese înregistrate pe bandă de magnetofon, 1985
- Valeriu Sterian și Compania de sunet – „Speranțe vii”, „Zori de zi”, „Fericire” – piese înregistrate pe bandă de magnetofon, în studioul muzical TVR, 1985
- Voltaj – „Mimi (parodie în Re major)”, „Lumina” – piese înregistrate pe bandă de magnetofon, în studioul muzical TVR, februarie 1986
- Incognito – „Te regăsesc, copilărie”, „De ce nu-mi vii” (pe versuri de Mihai Eminescu), „Timpul sunt eu” – piese înregistrate pe bandă de magnetofon, 1987
- Adrian Ilie – „Trip Around My Mind”, „Souvenir for Hendrix”, „Artificial Food” – piese instrumentale înregistrate în studioul personal din S.U.A., 1990

## Vezi și
- Incognito (formație românească)